# Fernando Muslera
Néstor Fernando Muslera Micol est un footballeur international uruguayen jouant au poste de gardien de but, né le 16 juin 1986 à Buenos Aires, en Argentine, de parents uruguayens.

## Biographie

### En club
Début juillet 2011, Fernando Muslera est transféré de la Lazio Rome au club turc de Galatasaray SK, en échange de 7 millions d'euros et de la venue de Lorik Cana dans le club italien. Le 8 avril 2012, lors de la dernière journée du championnat turc, Muslera marque sur penalty à la 83e minute contre Manisaspor et participe à la victoire de son équipe 4-0, il réalise ainsi l'un de ses rêves, marquer un but en tant que gardien : "le premier objectif de sa carrière" dira-t-il aux journalistes à la sortie du match, remerciant au passage son entraîneur Fatih Terim de lui avoir laissé tirer ce penalty (alors même qu'il avait refusé ce privilège à Cláudio Taffarel douze années auparavant).
Le 12 mai 2012, son équipe du Galatasaray SK remporte le Championnat de Turquie pour la 18e fois.
Lors de la saison 2012-2013, Fernando Muslera est un élément indispensable pour le club turc, notamment en Ligue des champions ou ils réussissent à aller jusqu'en quart de finale se faisant ensuite éliminer par le Real Madrid de Cristiano Ronaldo (Match aller défaite 3-0 au Stade Santiago-Bernabéu / Match retour victoire 3-2 à la Türk Telekom Arena. Cumul 5-3 pour le Real).
Durant la saison 2014-2015, il devient champion lors du 20e sacre de son club. Fernando Muslera et ses coéquipiers obtiennent la 4e étoile nationale, devançant ainsi l'éternel rival du championnat Fenerbahçe qui en possède 3 (19 fois champion de Süperlig en 2013-2014).
Après de nouveaux titres en 2017-2018 et 2018-2019, en 2022-2023, il remporte le 23e titre de Süperlig. Étant capitaine de l'équipe, il participe au record de Galatasaray en championnat avec 14 victoires d'affilée.
Il est le joueur étranger qui a remporté le plus de championnats dans l'histoire de la Süperlig. Avec six titres, il devance les deux légendes roumaines Gheorghe Hagi et Gheorghe Popescu qui eux sont à 4. Les trois joueurs ont réalisés leur exploit sous les couleurs de Galatasaray.
Il est également le joueur étranger le plus capé dans l'histoire de Galatasaray avec 500 apparitions en matchs officiels devançant Faryd Mondragon qui comptabilise 185 matchs.
Le 18 mai 2025, il inscrit un nouveau but sur penalty avec Galatasaray, 14 ans après son premier but professionnel.
Le 30 mai 2025, Fernando Muslera dispute son dernier match avec Galatasaray en championnat.

### En équipe nationale
Fernando Muslera fut convoqué lors de la Copa América 2007 sans toutefois jouer un seul match. Il joue son premier match avec l'Uruguay deux ans plus tard, le 10 octobre 2009, contre l'Équateur (victoire 1-2).
Il participe à la Coupe du monde 2010 en Afrique du Sud avec l'équipe d'Uruguay, dont il est le gardien titulaire. Le 2 juillet 2010, lors du quart de finale, il arrête deux tirs au but ghanéens (de Mensah et d'Adiyiah qu'il nargue avant et après leurs tirs au but) qualifiant ainsi l'Uruguay en demi-finale à l'issue d'un match nul 1-1 après prolongation. Il joue l'intégralité des sept matchs lors de ce mondial, qu'il dispute à l'âge de 24 ans (il fête son anniversaire le jour de la rencontre Afrique du Sud-Uruguay, qui est un franc succès pour son équipe).
Il arrête le penalty de Carlos Tévez pendant la phase des tirs au but et est élu homme du match des quarts de finale de la Copa América 2011, remportée  face à l'Argentine. Il remporte le tournoi, s'imposant contre le Paraguay en finale.
Il est convoqué pour jouer la Coupe des confédérations 2013 où l'Uruguay sera éliminé en demi-finale 2-1 par le Brésil.
Il dispute ensuite le mondial 2014 organisé au Brésil, où il est à nouveau le gardien titulaire. Il joue quatre matchs lors de ce mondial, qui voit l'Uruguay s'incliner en huitièmes de finale face à la Colombie, à la suite d'un doublé de James Rodriguez.
Lors de la Copa America 2015, l'Uruguay se voit éliminé en quarts-de-finales, Muslera se faisant battre par Mauricio Isla, seul buteur de la rencontre. La Copa America 2016 n'est guère mieux puisque les Uruguayens sortent dès le premier tour.
Également titulaire lors du mondial 2018 organisé en Russie, il bat le record de matchs joués par un Uruguayen en Coupe du monde détenu jusqu'alors par Ladislao Mazurkiewicz. Il n'encaisse aucun but pendant la phase de poule mais voit le Portugal mettre fin à son invincibilité (de 345 minutes) sur une tête de Pepe en huitièmes malgré la qualification des siens. En quart de finale contre la France, il commet une faute de main en relâchant le ballon sur une frappe flottante d'Antoine Griezmann pour le deuxième but français qui signe l’élimination de son équipe.
Durant les Copa America 2019 et 2021, Muslera est une nouvelle fois titulaire dans les buts uruguayens mais ne peut empêcher l'élimination uruguayenne en quarts-de-finale par deux fois. Sortie par le Pérou aux tirs au but en 2019 et par la Colombie de la même manière en 2021.
Le 10 novembre 2022, il est sélectionné par Diego Alonso pour participer à la Coupe du monde 2022. Le 25 avril 2024, il annonce officiellement sa retraite internationale après de nombreuses absences provoquées par le sélectionneur Marcelo Bielsa.

## Statistiques
| Saison                | Club                  | Championnat           | Championnat | Championnat | Coupe(s) nationale(s) | Coupe(s) nationale(s) | Supercoupe | Supercoupe | Compétition(s) continentale(s) | Compétition(s) continentale(s) | Compétition(s) continentale(s) | Total | Total |
| Saison                | Club                  | Division              | M.          | B.          | M.                    | B.                    | M.         | B.         | Comp.                          | M.                             | B.                             | M.    | B.    |
| 2007-2008             | Lazio Rome            | Serie A               | 9           | 0           | 4                     | 0                     | -          | -          | C1                             | -                              | -                              | 13    | 0     |
| 2008-2009             | Lazio Rome            | Serie A               | 15          | 0           | 6                     | 0                     | -          | -          | -                              | -                              | -                              | 21    | 0     |
| 2009-2010             | Lazio Rome            | Serie A               | 36          | 0           | 2                     | 0                     | 1          | 0          | C3                             | 4                              | 0                              | 43    | 0     |
| 2010-2011             | Lazio Rome            | Serie A               | 36          | 0           | -                     | -                     | -          | -          | -                              | -                              | -                              | 36    | 0     |
| Sous-total            | Sous-total            | Sous-total            | 96          | 0           | 12                    | 0                     | 1          | 0          | -                              | 4                              | 0                              | 113   | 0     |
| 2011-2012             | Galatasaray SK        | SuperLig              | 33          | 1           | 6                     | 0                     | -          | -          | -                              | -                              | -                              | 39    | 1     |
| 2012-2013             | Galatasaray SK        | SuperLig              | 33          | 0           | -                     | -                     | 1          | 0          | C1                             | 10                             | 0                              | 44    | 0     |
| 2013-2014             | Galatasaray SK        | SuperLig              | 29          | 0           | 3                     | 0                     | 1          | 0          | C1                             | 6                              | 0                              | 39    | 0     |
| 2014-2015             | Galatasaray SK        | SuperLig              | 32          | 0           | 1                     | 0                     | 1          | 0          | C1                             | 5                              | 0                              | 39    | 0     |
| 2015-2016             | Galatasaray SK        | SuperLig              | 33          | 0           | 6                     | 0                     | 1          | 0          | C1+C3                          | 6+2                            | 0+0                            | 48    | 0     |
| 2016-2017             | Galatasaray SK        | SuperLig              | 34          | 0           | -                     | -                     | 1          | 0          | -                              | -                              | -                              | 35    | 0     |
| 2017-2018             | Galatasaray SK        | SuperLig              | 33          | 0           | 3                     | 0                     | -          | -          | C3                             | 2                              | 0                              | 38    | 0     |
| 2018-2019             | Galatasaray SK        | SuperLig              | 33          | 0           | 3                     | 0                     | 1          | 0          | C1+C3                          | 6+2                            | 0                              | 45    | 0     |
| 2019-2020             | Galatasaray SK        | SuperLig              | 26          | 0           | 2                     | 0                     | 1          | 0          | C1                             | 6                              | 0                              | 35    | 0     |
| 2020-2021             | Galatasaray SK        | SuperLig              | 22          | 0           | 1                     | 0                     | -          | -          | C3                             | -                              | -                              | 23    | 0     |
| 2021-2022             | Galatasaray SK        | SuperLig              | 25          | 0           | -                     | -                     | -          | -          | C1+C3                          | 2+9                            | 0                              | 36    | 0     |
| 2022-2023             | Galatasaray SK        | SuperLig              | 33          | 0           | 2                     | 0                     | -          | -          | C1+C3                          | -                              | -                              | 35    | 0     |
| 2023-2024             | Galatasaray SK        | SuperLig              | 37          | 0           | -                     | -                     | 1          | 0          | C1+C3                          | 12+2                           | 0+0                            | 52    | 0     |
| 2024-2025             | Galatasaray SK        | SuperLig              | 34          | 1           | -                     | -                     | 1          | 0          | C1+C3                          | 2+6                            | 0                              | 43    | 1     |
| Sous-total            | Sous-total            | Sous-total            | 437         | 2           | 27                    | 0                     | 9          | 0          | -                              | 78                             | 0                              | 551   | 2     |
| Total sur la carrière | Total sur la carrière | Total sur la carrière | 533         | 2           | 39                    | 0                     | 10         | 0          | -                              | 82                             | 0                              | 664   | 2     |

### En sélection nationale
| Saison                | Sélection             | Phases finales                   | Phases finales | Phases finales | Éliminatoires CDM | Éliminatoires CDM | Matchs amicaux | Matchs amicaux | Total | Total |
| Saison                | Sélection             | Compétition                      | M              | B              | M                 | B                 | M              | B              | M     | B     |
| --------------------- | --------------------- | -------------------------------- | -------------- | -------------- | ----------------- | ----------------- | -------------- | -------------- | ----- | ----- |
| 2009-2010             | Uruguay               | Coupe du monde 2010 4e           | 7              | 0              | 4                 | 0                 | 2              | 0              | 13    | 0     |
| 2010-2011             | Uruguay               | Copa América 2011                | 6              | 0              | -                 | -                 | 7              | 0              | 13    | 0     |
| 2011-2012             | Uruguay               | -                                | -              | -              | 5                 | 0                 | 4              | 0              | 9     | 0     |
| 2012-2013             | Uruguay               | Coupe des confédérations 2013 4e | 4              | 0              | 7                 | 0                 | 4              | 0              | 15    | 0     |
| 2013-2014             | Uruguay               | Coupe du monde 2014              | 4              | 0              | 4                 | 0                 | 4              | 0              | 12    | 0     |
| 2014-2015             | Uruguay               | Copa América 2015                | 4              | 0              | -                 | -                 | 6              | 0              | 10    | 0     |
| 2015-2016             | Uruguay               | Copa América Centenario          | 3              | 0              | 6                 | 0                 | 1              | 0              | 10    | 0     |
| 2016-2017             | Uruguay               | -                                | -              | -              | 7                 | 0                 | 1              | 0              | 8     | 0     |
| 2017-2018             | Uruguay               | Coupe du monde 2018              | 5              | 0              | 4                 | 0                 | 3              | 0              | 12    | 0     |
| 2018-2019             | Uruguay               | Copa América 2019                | 4              | 0              | -                 | -                 | 6              | 0              | 10    | 0     |
| 2019-2020             | Uruguay               | -                                | -              | -              | -                 | -                 | 4              | 0              | 4     | 0     |
| 2020-2021             | Uruguay               | Copa América 2021                | 5              | 0              | 2                 | 0                 | -              | -              | 7     | 0     |
| 2021-2022             | Uruguay               | -                                | -              | -              | 8                 | 0                 | 2              | 0              | 10    | 0     |
| 2022-2023             | Uruguay               | Coupe du monde 2022              | 0              | 0              | -                 | -                 | 0              | 0              | 0     | 0     |
| Total sur la carrière | Total sur la carrière | Total sur la carrière            | 42             | 0              | 47                | 0                 | 44             | 0              | 133   | 0     |

## Palmarès

### Palmarès Collectif
| Lazio Rome (2)                                                                           | Galatasaray SK (18) | Uruguay (1) |
| ---------------------------------------------------------------------------------------- | --- | --- |
| - Coupe d'Italie (1) - Vainqueur en 2009. - Supercoupe d'Italie (1) - Vainqueur en 2009. | - Championnat de Turquie (8) - Vainqueur en 2012, 2013, 2015, 2018, 2019, 2023, 2024 et 2025 - Vice-champion en 2014 et 2021. - Coupe de Turquie (4) - Vainqueur en 2014, 2016, 2019 et 2025 - Supercoupe de Turquie (6) - Vainqueur en 2012, 2013, 2015, 2016, 2019 et 2023 - Finaliste en 2014 et 2018 et 2024 | - Copa América (1) - Vainqueur en 2011 - Quatrième en 2007 - Coupe du monde - Quatrième en 2010 - Coupe des confédérations - Quatrième en 2013 |

### Distinctions individuelles
- Élu meilleur joueur turc de l'année 2016
- Élu meilleur gardien de la saison en Süper Lig en 2015, 2018, 2022 et 2023